# (8372) 1991 VC2
1991 في سي 2 (ويعرف أيضًا باسم (8372) 1991 في سي 2 وفق تسمية الكوكب الصغير) (بالإنجليزية: 1991 VC2)‏ هو كويكب ضمن حزام الكويكبات؛ وترتيبه 8372 من حيث الاكتشاف.
اكتُشف هذا الجُرم الفلكي بواسطة سيجي أويدا في 9 نوفمبر 1991.

## وصلات خارجية
- (8372) 1991 VC2 في قاعدة بيانات مختبر الدفع النفاث لأجرام النظام الشمسي الصغيرة

- الاكتشاف · مخطط المدار ·  العناصر المدارية · المعلمات المادية

- (8372) 1991 VC2 على موقع ويكي سكاي: DSS2, SDSS, GALEX, IRAS, Hydrogen α, X-Ray, Astrophoto, Sky Map, Articles and images